# Ципа (Багдатский муниципалитет)
Ципа (груз. წიფა) — село в Грузии, в муниципалитете Багдати края Имеретия.

## География
Село расположено на правом берегу реки Сакраула (правый приток реки Ханисскали). Высота над уровнем моря — 560 метров. Находится в 15 километрах от Багдати. Входит в общину Зегани (сёла: Зеда-Зегани, Кведа-Зегани).

## Население
По состоянию на 2014 год в селе проживало 52 человека.

### Демография
| Год переписи | Население | Мужчины | Женщины |
| ------------ | --------- | ------- | ------- |
| 2002         | 88        | 41      | 47      |
| 2014         | 52        | 30      | 22      |